# Данијел Браво
Данијел Браво (фр. Daniel Bravo; Тулуза, 9. фебруар 1963) бивши је француски фудбалер који је играо на позицији везног играча. Са изузетком боравка у Парми из Серије А, целу своју каријеру је провео у родној Француској. За репрезентацију Француске одиграо је 13 утакмица и постигао један гол.

## Приватни живот
Ожењен је певачицом Евом Браво, а глумац и модел Лукас Браво њихов је син.